# Raionul Turka, Liov
Turka (în ucraineană Турківський район, transliterat: Turkivskîi raion) este un raion în regiunea Liov, Ucraina. Reședința sa este orașul Turka.

## Demografie
Componența lingvistică a raionului Turka
     Ucraineană (99,82%)
     Alte limbi (0,15%)
Conform recensământului din 2001, majoritatea populației raionului Turka era vorbitoare de ucraineană (99,82%), existând în minoritate și vorbitori de alte limbi.